# باشگاه بسکتبال کاله مازندران
باشگاه بسکتبال کاله مازندران یک باشگاه بسکتبال ایرانی است که در آمل قرار دارد. کاله در لیگ برتر بسکتبال ایران فعالیت می‌کند. این باشگاه یکی از تیم‌های مجموعه باشگاه ورزشی کاله است که از سال‌های ۱۳۸۹ تا ۱۳۹۴ در لیگ دسته اول بسکتبال ایران به رقابت می‌پرداخت و موفق به کسب دو عنوان قهرمانی در این لیگ شد. همچنین تیمی تحت عنوان کاله تهران در غالب تیم ملی جوانان در لیگ دسته اول کشور حضور دارد. در سال ۱۳۷۴ تیم بسکتبال باشگاه لبنی کاله در مسابقات بسکتبال منطقه‌ای کشور، در استان مازندران به مقام نایب قهرمانی دست یافت و جواز حضور در مسابقات دسته اول ایران را به دست آورد.

## افتخارات

#### بزرگسالان
- نایب قهرمان لیگ برتر بسکتبال ایران: ۱۴۰۲
- قهرمان قهرمان لیگ دسته یک بسکتبال ایران: ۱۳۸۹ و ۱۳۹۱
- قهرمان رقابت‌های لیگ ملی مردان: ۱۴۰۳

#### رده‌های سنی
- قهرمان لیگ بسکتبال جوانان پسران: ۱۴۰۳

## بازیکنان برجسته
- متین آقاجانپور
- پیتر گریگوریان
- میثم میرزایی
- امیرحسین یازرلو
- سعید داورپناه
- پاتریک رمبرت
- جلال آقامیری
- نصرت اله یازرلو
- سورنا علیزاده
- محمدمهدی رحیمی

## حمایت از تیم ملی
مهم‌ترین فعالیت‌های کاله، حمایت از تیم‌های جوانان ایران موسوم به جوانان ۲۰۲۰ و جوانان ۲۰۲۴ بوده است.